# 谭艳
谭艳（1977年—），湖南炎陵人，汉族，中华人民共和国政治人物、第十一届全国人民代表大会湖南地区代表。
毕业于湖南师大中文专业。担任炎陵县旅游局局长。2008年起担任全国人大代表。